# Alcinda Abreu
Alcinda António de Abreu (Nova Sofala, Sofala, 13 de octubre de 1953) es una política mozambiqueña. Fue Ministra de Asuntos Exteriores de su país de 2005 a 2008, después de haber sido Ministra de Bienestar Social. Se desempeñó como Ministra de Ambiente.

## Biografía

### Primeros años
Nació el 13 de octubre de 1953 en el pequeño pueblo pesquero de Nova Sofala, Distrito Buzi de la provincia Sofala, en el centro de Mozambique. Su educación y educación universitaria completó en 1974 en Liceu Pêro de Anaia en Beira. Luego, estudió desarrollo en la Universidad Eduardo Mondlane en Maputo hasta 1982. En 1990 se graduó en psicología y pedagogía en la Universidad Pedagógica de Maputo. Realizó más estudios en ciencia política y género en la University College de Londres y en 1996 en gestión de desarrollo en la Universidad del Witwatersrand.
Fue miembro de la Asociación Juvenil de Mozambique y se desempeñó como vicesecretaria general a fines de los años setenta y principios de los ochenta.

### Carrera
Después de completar su educación, Joaquim Alberto Chissano la nombró en su gabinete en 1994, y de 1994 a 1997 estuvo a cargo del Ministerio de Bienestar Social. Luego fue convocada por su partido, el Frelimo, para la Comisión Electoral Nacional y fue responsable de la organización de las elecciones locales en 1998 y las elecciones parlamentarias y presidenciales en 1999. En 2002, el Congreso del Frelimo la eligió para el ser uno de los 15 miembros de la comisión política del partido.
Armando Guebuza la convocó a su gabinete. De 2005 a 2008 dirigió el Ministerio de Asuntos Exteriores; y en una reorganización del gabinete el 10 de marzo de 2008, fue nombrada titular del Ministerio de Ambiente. Fue juramentada 17 días después, el 27 de marzo. Encargó una estrategia nacional acerca el impacto del cambio climático sobre las mujeres de Mozambique, siendo la primera estrategia de ese tipo ideada en cualquier parte del mundo. Explicó que las sociedades deben adaptar sus planes para permitir que las mujeres de las zonas rurales participen en los trabajos sobre el cambio climático, debido al impacto que tiene en la agricultura de subsistencia. Desempeñó el cargo hasta 2015.

### Vida personal
Es viuda y tiene dos hijos. Su esposo, Maradali Mamadhusen, falleció con Samora Machel en un accidente aéreo en Sudáfrica en 1986.